# فورد سی-مکس
فورد سی-مکس (Ford C-Max) خودرویی است که از سال ۲۰۰۳—کنون تولید شده‌است.
این خودرو در کلاس کامپکت ام‌پی‌وی قرار گرفته و طراحی آن خودروهای موتور جلو-محور جلو بوده است. سیستم جعبه‌دندهٔ آن ۶ دنده به دو صورت خودکار و دستی است.

## نگارخانه

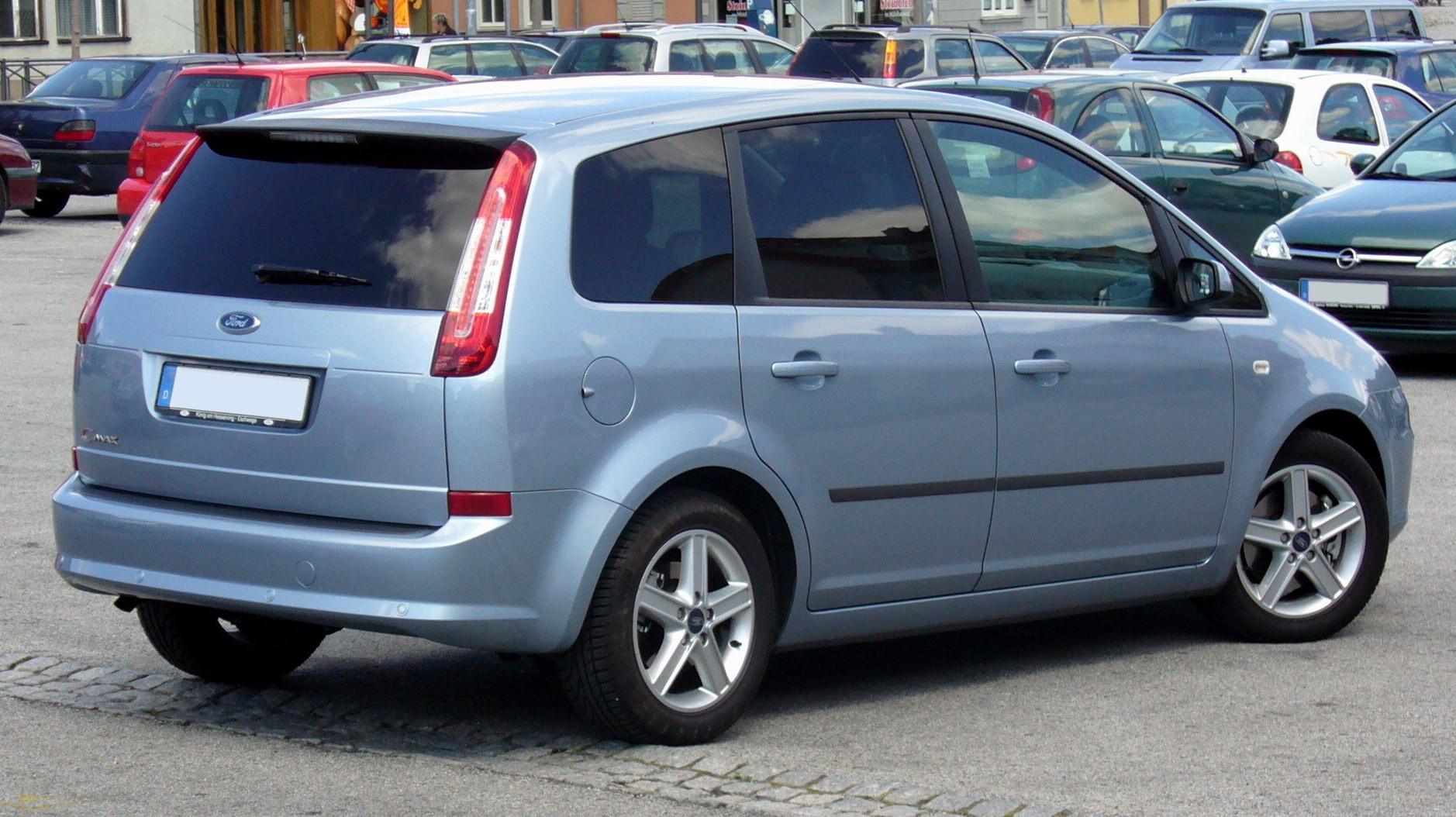
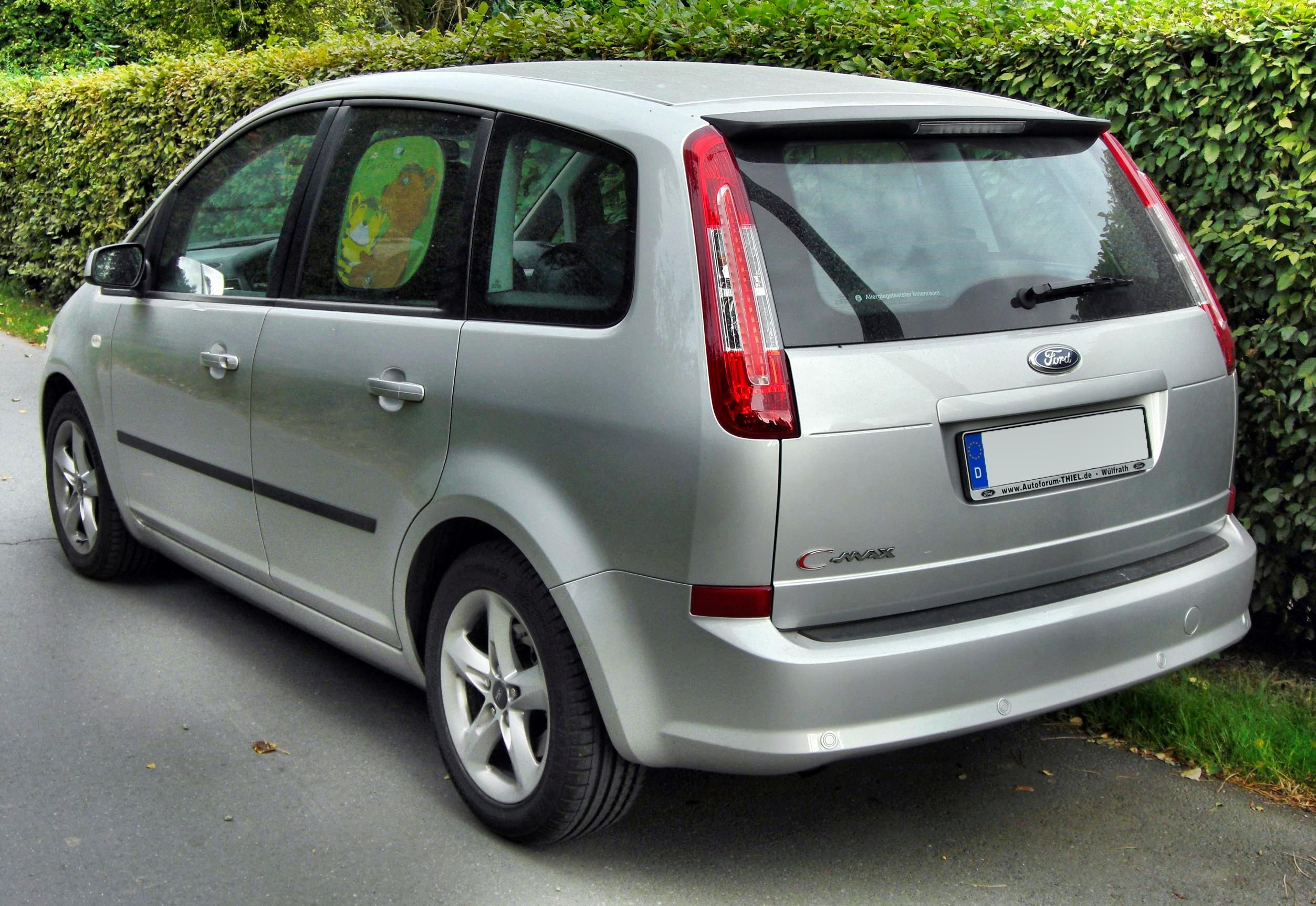
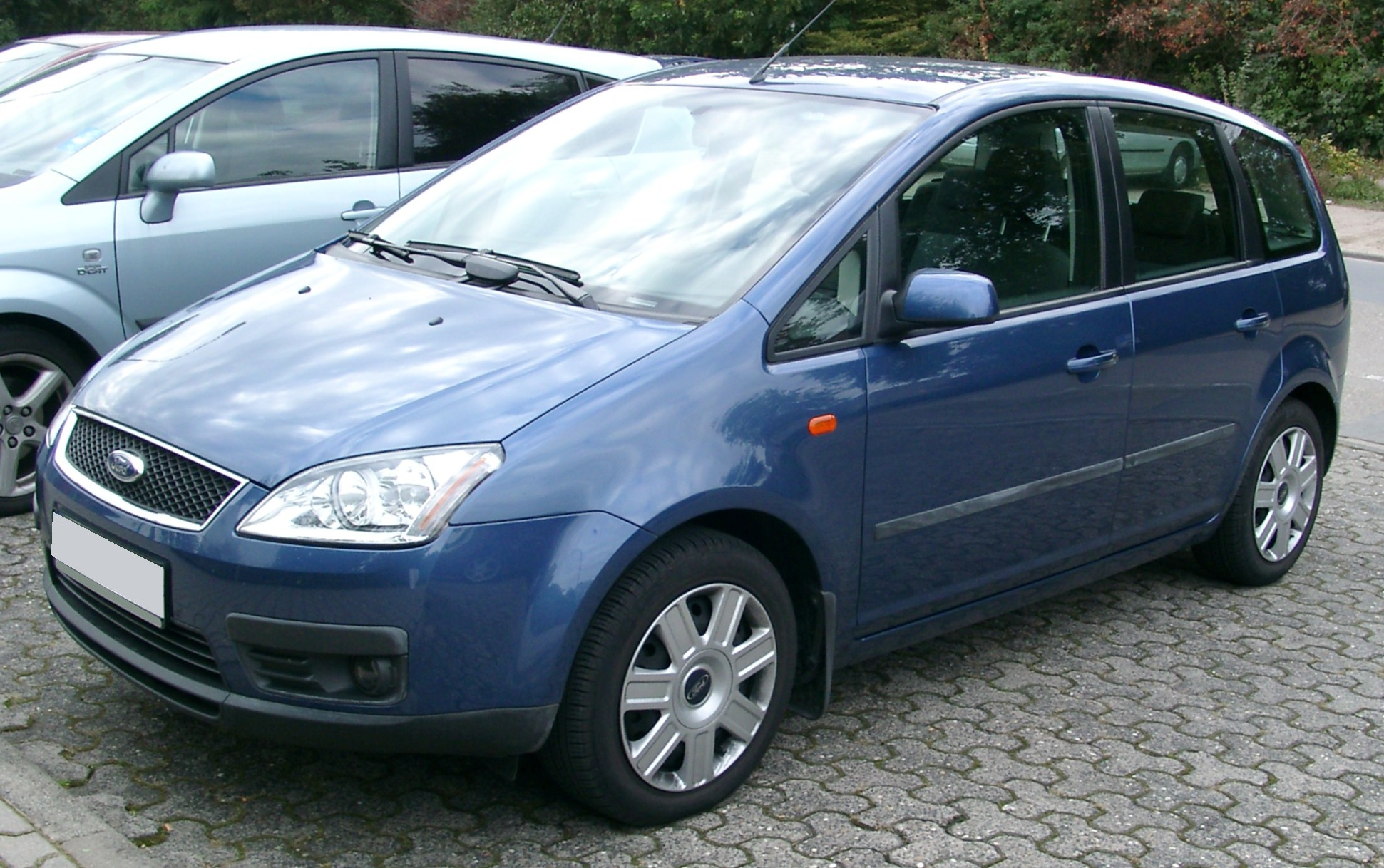
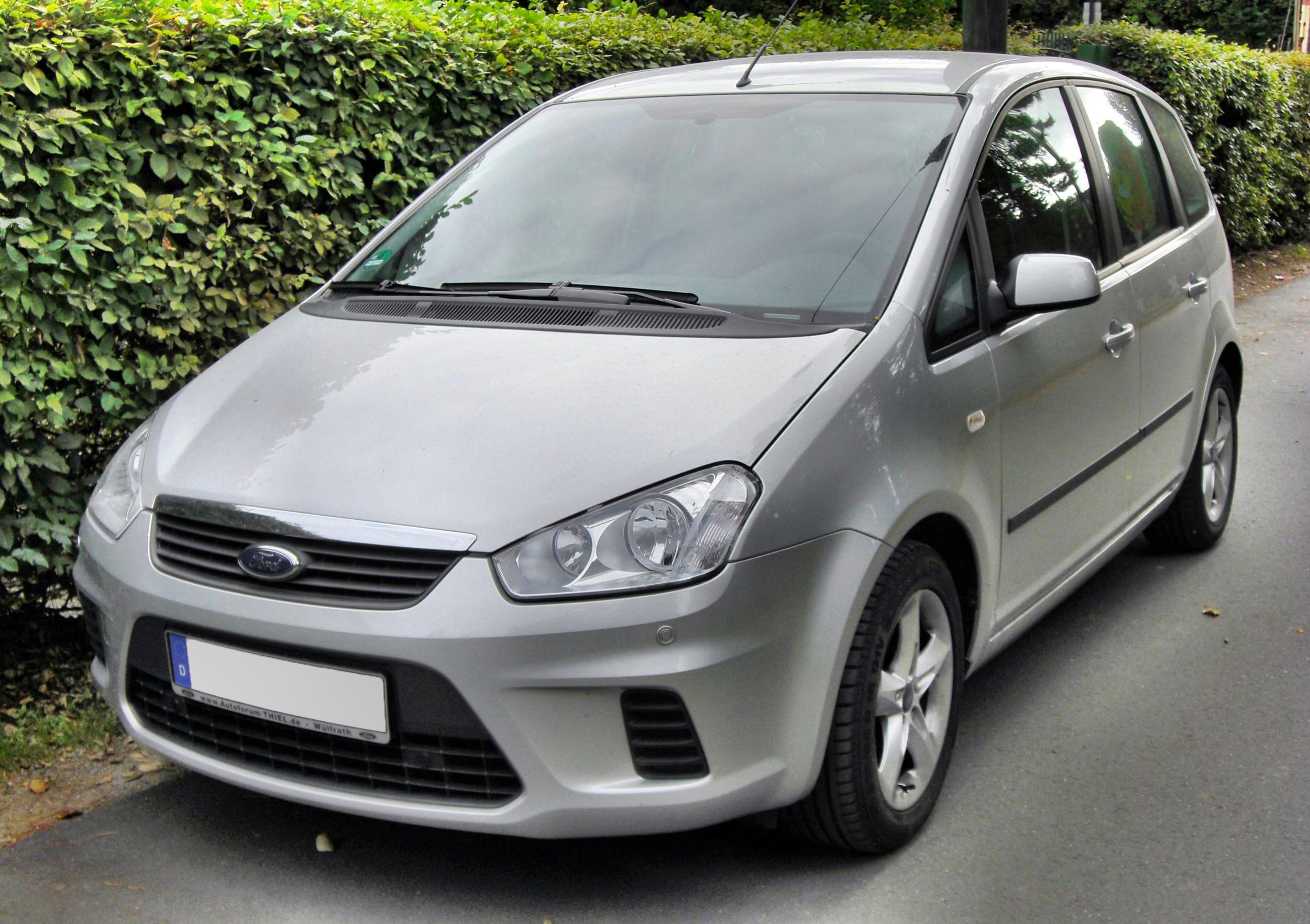